# Euagathis flava
Euagathis flava är en stekelart som beskrevs av Szepligeti 1902. Euagathis flava ingår i släktet Euagathis och familjen bracksteklar. Inga underarter finns listade i Catalogue of Life.